# Ihor Smechko
Le colonel-général Ihor P. Smeshko (né le 17 août 1955) est un militaire et un homme politique ukrainien qui a été le chef des services de sécurité (SBU) de 2003 à 2005 et de la Direction générale du renseignement du ministère de la Défense ukrainien.
Il obtient plus de 5 % des voix à l’élection présidentielle de 2019.
En 2002, il fut étudiant de l'Université nationale Taras-Chevtchenko de Kiev.